# Salix bebbiana
Saule de Bebb, Chaton
Espèce
Salix bebbiana, le Saule de Bebb, est une espèce de plantes à fleurs de la famille des Salicaceae. C'est un saule originaire du Canada et du nord des États-Unis, de l'Alaska au Yukon, en passant par le sud par la Californie et l'Arizona et au nord-est à Terre-Neuve et la Nouvelle-Angleterre. Il se décline en plusieurs variétés et peut s'hybrider avec plusieurs autres espèces du même genre.

## Dénominations
- Nom scientifique valide : Salix bebbiana Sarg., 1895
- Nom normalisé / Nom vulgaire accepté, recommandé ou typique en français : Saule de Bebb[1]
- Noms vernaculaires (langage courant), pouvant désigner éventuellement d'autres espèces : Chaton[1]

## Description

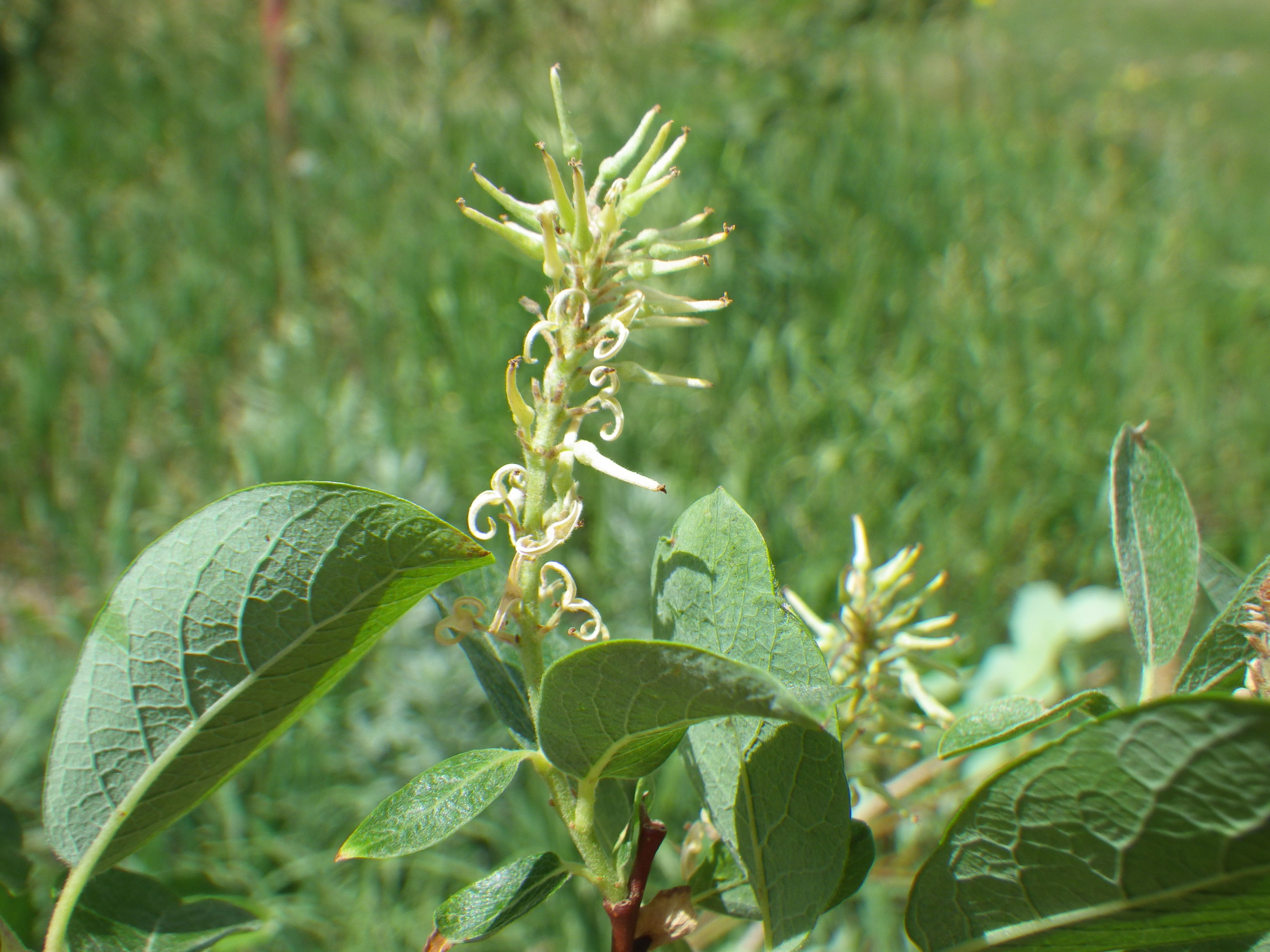
Feuilles et chaton.

Les feuilles sont alternes, simples et ovales, avec un sommet pointu. Leur bordure est souvent entière quoique parfois légèrement dentée. D'un bleu-vert terne, elles sont lisses à maturité, alors qu'elles sont recouvertes d'un léger voile cotonneux quand elles sont jeunes.
Elles mesurent jusqu'à 12,5 cm de long et 3,5 cm de large. Comme les autres saules, la plante est dioïque. La propagation se fait aussi par le mode végétatif, se marcottant par la base ou par détachement de segments, permettant la formation de colonies de clones.
C'est la plus importante espèce de diamond willow, un type de saule qui produit un bois fin, coloré utilisé pour la sculpture, les rameaux et branches sont utilisés par les natifs américains pour la fabrication de paniers et d'arcs.
Des parties de l'arbre sont consommées par les animaux, en particulier le bétail domestique qui apprécie le feuillage.
Cette espèce s'hybride facilement avec les autres saules.

## Liste des variétés
Selon Tropicos (3 juin 2014) (Attention liste brute contenant possiblement des synonymes) :
- variété Salix bebbiana var. bebbiana
- variété Salix bebbiana var. capreifolia (Fernald) Fernald
- variété Salix bebbiana var. depilis Raup
- variété Salix bebbiana var. luxurians (Fernald) Fernald
- variété Salix bebbiana var. perrostrata (Rydb.) C.K. Schneid.
- variété Salix bebbiana var. projecta (Fernald) C.K. Schneid.